# Dray Bhăng
Dray Bhăng là một xã thuộc tỉnh Đắk Lắk, Việt Nam.

## Địa lý
Xã Dray Bhăng có vị trí địa lý: 
- Phía bắc giáp xã Ea Tiêu
- Phía tây giáp huyện Krông Ana
- Phía nam giáp xã Hoà Hiệp
- Phía đông giáp xã Ea Bhôk và Ea Ktur.

Xã Dray Bhăng có diện tích 41,59 km², dân số năm 2019 là 9.294 người, mật độ dân số đạt 223 người/km².

## Lịch sử
Dưới thời Việt Nam Cộng hòa, từ năm 1955, vị trí hiện tại của xã nằm trong xã Kim Châu Phát thuộc tổng Krông Ana của quận Lạc Thiện (quận Lạc Thiện sau năm 1975 đổi tên thành huyện Lak), ngày 20/3/1970 xã Kim Châu Phát được sát nhập vào quận Ban Mê Thuột (tỉnh lỵ của tỉnh Darlac).
Sau năm 1975, xã Kim Châu Phát đổi tên thành xã Hòa Hiệp chuyển địa giới thuộc huyện Krông Pắk (quận Phước An cũ).
Ngày 19 tháng 09 năm 1981, Hội đồng Bộ trưởng (nay là Chính phủ) ra Quyết định số 75/HĐBT thành lập huyện Krông Ana, trên cơ sở diện tích đất của thị xã Buôn Ma Thuột và huyện Krông Păk, các thôn buôn của Hòa Hiệp thuộc huyện Krông Ana.
Ngày 23 tháng 3 năm 2005, theo dựa theo Nghị định số 40/2005/NĐ-CP của Chính phủ Việt Nam về việc điều chỉnh địa giới hành chính, thành lập các xã thuộc huyện Krông Ana, Ea Kar, Krông Năng, tỉnh Đắk Lắk, thành lập xã Dray Bhăng trên cơ sở 4.159 ha diện tích tự nhiên và 9.294 nhân khẩu của xã Hòa Hiệp, Krông Ana.
Tháng 8 năm 2007, theo Nghị định số 137/2007/NĐ-CP ngày 27 tháng 8 năm 2007 của Chính phủ Việt Nam về việc điều chỉnh địa giới hành chính, tách huyện Krông Ana thành hai huyện Krông Ana và Cư Kuin, xã Dray Bhăng thuộc huyện Cư Kuin (Trung tâm Hành chính huyện Cư Kuin nằm trong địa bàn xã Dray Bhăng).

## Hành chính
Xã Dray Bhăng có 5 thôn, buôn, bao gồm có 3 thôn: Kim Châu, Nam Hòa, Lô 13 và 2 buôn: Hra Êa Tlǎ, Hra Êa Hning.

## Kinh tế
Đời sống kinh tế khá ổn định. Kinh tế chủ yếu trồng cây cà phê, cao su, và hoa màu. Tôn giáo chủ yếu của người dân trong xã là Thiên chúa giáo và Phật giáo.
Hiện nay có một số hộ nông dân đã "chuyển đổi cây trồng" hoặc xen canh trồng cây hồ tiêu trong diện tích của mình rất có hiệu quả, nhằm nâng cao đời sống kinh tế cho gia đình.